# Жълтогърба мухоловка
Жълтогърба мухоловка (Ficedula narcissina) е вид птица от семейство Muscicapidae. Видът е незастрашен от изчезване.

## Разпространение
Разпространен е в Китай, Хонконг, Индонезия, Япония, Република Корея, Малайзия, Филипини, Русия, Сингапур, Тайван, Тайланд, САЩ и Виетнам.